# Elaphoglossum lancifolium
Elaphoglossum lancifolium là một loài dương xỉ trong họ Dryopteridaceae. Loài này được Desv. C.V. Morton mô tả khoa học đầu tiên năm 1974.